# Goodreads
Goodreads è un social network dedicato ai libri creato nel gennaio 2007 dallo sviluppatore di software e imprenditore statunitense Otis Chandler.
Gli utenti, dopo la registrazione gratuita, possono aggiungere ai loro profili libri letti o da leggere, condividendo recensioni, commenti, votazioni, dati sull'acquisto e sulla lettura, suggerimenti con altri utenti, creare gruppi e partecipare a discussioni. Nel luglio 2012 il sito dichiarava di avere 10 milioni di membri e un database di circa 300 milioni di libri.

## Storia
Durante il primo anno di attività, Goodreads non ricevette alcun finanziamento formale; nel dicembre 2007 il sito ricevette circa 750.000 dollari di finanziamento da investitori informali, che durarono fino al 2009, quando Goodreads ricevette due milioni di dollari da True Ventures. Nell'ottobre 2010 la compagnia pubblicò le sue API, rendendo possibile agli sviluppatori l'accesso ai suoi voti e ai titoli.
Nel 2011 Goodreads introdusse un algoritmo per suggerire nuovi libri agli utenti registrati, basandosi su quelli già presenti nelle loro librerie. Nell'aprile 2013 Goodreads viene acquistato da Amazon.com per 150 milioni di dollari. Riguardo a questo acquisto, il New York Times ha affermato che «Goodreads era un rivale di Amazon come luogo per scoprire libri ma questo accordo consolida il potere di Amazon nel determinare quali autori otterranno visibilità per il loro lavoro».

## Funzionalità
Tra le funzionalità di Goodreads vi è la possibilità di dare un voto a un libro, espresso con una scala da 1 a 5, e di aggiungere al voto una recensione scritta. Il sito inoltre consente agli utenti di creare i propri "scaffali" (shelves) con cui catalogare i propri libri.

## Servizi aggiuntivi
Come altri social network dedicati alla lettura, anche Goodreads rende disponibile gratuitamente sul mercato la sua applicazione per smartphone sia per iPhone che per i sistemi operativi Android. L'app riscuote un enorme successo e permette agli utenti di inserire in automatico nella propria libreria i propri libri effettuando una scansione del codice ISBN del libro. Entrambe le versioni hanno le stesse funzionalità.
È inoltre presente un'applicazione Facebook, già disponibile nel nuovo market, che consente di condividere come aggiornamenti di stato, le recensioni e i progressi sulle proprie letture.

## Critiche
Nel 2012 alcuni autori hanno espresso critiche contro Goodreads, sostenendo che alcuni utenti, nelle loro recensioni, inserivano e incoraggiavano attacchi personali contro gli autori stessi; in risposta, anche alcuni utenti di Goodreads hanno lamentato, a loro volta, azioni di disturbo e di stalking da parte di alcuni autori in reazione a critiche negative alle loro opere. Nell'agosto 2012 Goodreads ha pubblicato i nuovi termini di servizio e le linee guida alle recensioni per cercare di far fronte al problema e per rassicurare l'utenza del sito.